# Ray Stark

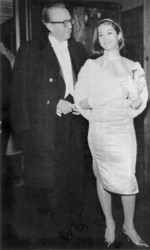
Ray Stark und Nancy Kwan

Ray Stark (* 3. Oktober 1914 in Chicago, Illinois; † 17. Januar 2004 in Westhollywood, Kalifornien) war ein US-amerikanischer Filmproduzent.
Für seine Leistungen wurde ihm 1980 der Irving G. Thalberg Memorial Award verliehen. Zuvor war er 1968 sowie 1978 jeweils für den Oscar in der Kategorie Bester Film nominiert gewesen. 1993 erhielt Stark einen Emmy für die Fernsehproduktion Barbarians at the Gate. Im Jahr 1999 wurde ihm von der Producers Guild of America in Anerkennung seiner Leistungen der David O. Selznick Lifetime Achievement Award verliehen.
Vor seiner Karriere absolvierte er ein Studium an der Rutgers and New York University Law School. Seine erste filmbezogene Stelle war die eines publicity writer bei Warner Brothers. Zudem arbeitete er ein wenig später als Literaturagent für Autoren wie Raymond Chandler.
Während des Zweiten Weltkrieges diente Stark in der US Navy. Daran anschließend arbeitete er für die Agentur Famous, die bekannte Schauspieler wie Marilyn Monroe vertrat. Im Jahr 1957 gründete er zusammen mit Eliot Hyman die Produktionsfirma Seven Arts Productions. Drei Jahre später produzierten sie ihren ersten Film. 1966 trennte Stark sich von der Firma und gründete mit Rastar Productions und Ray Stark Productions zwei eigene Firmen.
Als Produzent betreute er mehrere Filme mit der Schauspielerin Barbra Streisand in der Hauptrolle. Zudem basieren elf seiner Filme auf Stücken, die von Neil Simon geschrieben wurden.
Von 1939 bis 1992, dem Jahr ihres Todes, war er mit Frances Brice verheiratet, gemeinsam hatten sie zwei Kinder.
Ray Stark liegt auf dem Westwood Village Memorial Park Cemetery begraben.

## Filmografie (Auswahl)
- 1964: Die Nacht des Leguan (The Night of the Iguana)
- 1967: Spiegelbild im goldenen Auge (Reflections in a Golden Eye)
- 1967: O Vater, armer Vater, Mutter hängt dich in den Schrank und ich bin ganz krank (Oh Dad, Poor Dad, Mamma's Hung You in the Closet and I'm Feelin' So Sad)
- 1968: Funny Girl
- 1970: Die Eule und das Kätzchen (The Owl and the Pussycat)
- 1972: Fat City
- 1973: So wie wir waren (The Way We Were)
- 1975: Die Sunny Boys (The Sunshine Boys)
- 1975: Funny Lady
- 1976: Eine Leiche zum Dessert (Murder by Death)
- 1977: Der Untermieter (The Goodbye Girl)
- 1978: Das verrückte California-Hotel (California Suite)
- 1978: Der Schmalspurschnüffler (Cheap Detective)
- 1979: Das zweite Kapitel (Chapter Two)
- 1979: Der elektrische Reiter (The Electric Horseman)
- 1980: Ein tödlicher Traum (Somewhere in Time)
- 1980: Fast wie in alten Zeiten (Seems Like Old Times)
- 1982: Annie
- 1982: Der Spielgefährte (The Toy)
- 1988: Biloxi Blues
- 1989: Magnolien aus Stahl (Steel Magnolias)